# So, I Can’t Play H!
Dakara Boku wa, H ga Dekinai (яп. だから僕は、Hができない。 Дакара боку ва, этти га дэкинай, англ. So, I Can't Play H!), сокращённо Boku-H (яп. 僕H Боку-Этти) — серия лайт-новел, автором которой является Пан Татибана. Публиковалась в японском журнале Dragon Magazine издательства Fujimi Shobo с 19 июня 2010 года по 20 августа 2013 г. История повествует о Рёсукэ Каге, школьнике-извращенце, который заключает договор с Лисарой, юной синигами, в обмен на свою энергию.
С  мая 2011 года в журнале Dragon Age начала публиковаться манга-адаптация лайт-новел, а 6 июля 2012 года по AT-X и других телесетям началась трансляция 12-серийного аниме-сериала студии Feel.

## Сюжет
Главный герой, извращенец Рёсукэ Кага, является учеником академии «Момодзоно» (яп. 桃園学園 Момодзоно гакуэн). Однажды он встречает красивую девушку по имени Лисара, одиноко стоящую под дождём. Впоследствии он узнаёт, что та является элитной синигами, которая пришла в мир людей для того, чтобы найти избранного человека. Рёсукэ заключает с Лисарой временный договор, согласно которому та будет высасывать из него энергию, необходимую для деятельности синигами в человеческом мире. Источником энергии является извращённый дух главного героя.

## Персонажи

### Главные персонажи
- Рёсукэ Кага (яп. 加賀 良介 Кага Рё:сукэ) — главный герой истории, семнадцатилетний ученик второго класса академии «Момодзоно». Заключает с Лисарой временный договор, согласно которому та будет высасывать из его извращённого духа энергию, необходимую для деятельности синигами. Позже Рёсукэ узнаёт от Лисары, что он умрёт в течение трёх месяцев, но, в обмен на помощь, она будет пытаться изменить его судьбу. Влюбляется в главную героиню по развитию сюжета.

Сэйю: Хиро Симоно
- Лисара Ресталл (яп. リサラ・レストール Рисара Рэсуто:ру) — главная героиня истории, красивая синигами, заключившая сделку с Рёсукэ в обмен на его извращённый дух. Вооружена косой, которая называется Carnun Pladur (яп. カルヌーンプラデュール Каруну:н пурадю:ру). Влюблена в главного героя.

Сэйю: Ая Эндо
- Мина Окура (яп. 大倉 美菜 О:кура Мина) — подруга Рёсукэ, с которой он знаком с детства. С детства имеет большой размер груди. Она знает, что Рёсукэ — извращенец, но это её не беспокоит. Узнав правду о Лисаре, Мина позволила ей и Рёсукэ продолжить своё «дело». Заключает контракт с Кьюр, чтобы таким образом помочь главному герою.

Сэйю: Каори Исихара
- Кьюр Зерия (яп. キュール・ゼリア Кю:ру Дзэриа) — двоюродная сестра Лисары, тоже синигами. Заключает контракт с Миной в обмен на её энергию. Вооружена гладиусом под названием Carnun Solace (яп. カルヌーンソラス Каруну:н сорасу).

Сэйю: Ариса Нисигути
- Ирия Фукумунэ (яп. 福宗 イリア Фукумунэ Ириа) — синигами, соперница Лисары во время их обучения в школе в Гримвальде, которая также является известным поп-идолом в человеческом мире. Несмотря на второе место в школе (первое место занимала Лисара), имеет самый большой размер груди из всех главных персонажей истории. Однако позже выяснилось, что её грудь заколдована, и её фактический размер меньше, чем у Лисары. Её оружие — фальшион под названием Froddy (яп. フロッティ Фуродди).

Сэйю: Мисато Фукуэн

## Лайт-новел

### Список томов
| №  | Заглавие | Дата публикации       | ISBN                        |
| -- | --- | --------------------- | --------------------------- |
| 1  | Дакара боку ва, этти га дэкинай. 1: Синигами то дзинсэй хонсё: だから僕は、Hができない。 死神と人生保障        | 19 июня 2010 года     | ISBN 978-4-8291-3534-1      |
| 2  | Дакара боку ва, этти га дэкинай. 2: Синигами то сэмбацу сикэн だから僕は、Hができない。2 死神と選抜試験        | 20 октября 2010 года  | ISBN 978-4-8291-3567-9      |
| 3  | Дакара боку ва, этти га дэкинай. 3: Синигами то сэкай какумэй だから僕は、Hができない。3 死神と世界革命        | 19 февраля 2011 года  | ISBN 978-4-8291-3607-2      |
| 4  | Дакара боку ва, этти га дэкинай. 4: Синигами то хацутайкэн だから僕は、Hができない。4 死神と初体験             | 20 мая 2011 года      | ISBN 978-4-8291-3643-0      |
| 5  | Дакара боку ва, этти га дэкинай. 5: Синигами то усинаварэта о:кэ だから僕は、Hができない。5 死神と失われた王家 | 17 сентября 2011 года | ISBN 978-4-8291-3684-3      |
| 6  | Дакара боку ва, этти га дэкинай. 6: Синигами то кайсуйёко だから僕は、Hができない。6 死神と海水浴              | 18 февраля 2012 года  | ISBN 978-4-8291-3734-5      |
| 7  | Дакара боку ва, этти га дэкинай. 7: Синигами то панцу だから僕は、Hができない。7 死神とパンツ                  | 20 апреля 2012 года   | ISBN 978-4-8291-3755-0      |
| 8  | Дакара боку ва, этти га дэкинай. 8: Синигами то Мина だから僕は、Hができない。8 死神と美菜                     | 20 июля 2012 года     | ISBN 978-4-8291-3784-0      |
| 9  | Дакара боку ва, этти га дэкинай. 9: Синигами то омоидэ だから僕は、Hができない。9 死神と思い出                 | 20 сентября 2012 года | ISBN 978-4-8291-3807-6      |
| 10 | Дакара боку ва, этти га дэкинай. 10: Синигами то кокухаку だから僕は、Hができない。10 死神と告白               | 20 апреля 2013 года   | ISBN ISBN 978-4-8291-3883-0 |
| 11 | Дакара боку ва, этти га дэкинай. 11: Синигами то осама だから僕は、Hができない。11 死神と王様                  | 20 августа 2013 года  | ISBN ISBN 978-4-8291-3925-7 |

## Аниме-сериал

### Список серий
| Список серий | Список серий                                                                                    | Список серий          |
| № серии      | Название                                                                                        | Трансляция в Японии   |
| ------------ | ----------------------------------------------------------------------------------------------- | --------------------- |
| 1            | Красная нить судьбы!? «Уммэй но акай ито!?» (運命の赤い糸！？)                                  | 6 июля 2012 года      |
| 2            | Быть извращенцем — хорошо для окружающей среды «Эро ва канкё: ни ясаси:» (エロは環境にやさしい) | 13 июля 2012 года     |
| 3            | Опасная идол «Кикэн на айдору» (危険なアイドル)                                                 | 20 июля 2012 года     |
| 4            | Разница между большой и малой грудью «Кё:и но какуса сякай» (胸囲の格差社会)                    | 27 июля 2012 года     |
| 5            | Невидимый словарь «Invisible Dictionary» (invisible dictionary)                                 | 3 августа 2012 года   |
| 6            | Вместе как одно целое «Хитоцу ни наттятта» (ひとつになっちゃった)                               | 10 августа 2012 года  |
| 7            | Я хочу позволить тебе… «Икасэтэагэтай» (いかせてあげたい)                                       | 17 августа 2012 года  |
| 8            | Покачивающаяся грудь врага «Райбару, юрэру» (好敵胸(ライバル)、揺れる)                          | 28 августа 2012 года  |
| 9            | Моё царство стояло высоко «Фуруйтацу кингудаму» (奮い勃つ剣)                                    | 4 сентября 2012 года  |
| 10           | Небо, затем ад «Тэнгоку ноти дзигоку» (てんごくのちじごく)                                      | 11 сентября 2012 года |
| 11           | Случилось заняться любовью «Кой о канаэтэ» (恋をかなえて)                                       | 18 сентября 2012 года |
| 12           | Пожалуйста, прекрати говорить о сексе «Дакара этти га до:тока иу на» (だからHがどうとか言うな)  | 25 сентября 2012 года |
| 13 OVA       | Конкурс купальников «Миэсуги! Мидзуги контэсуто» (見えすぎ!水着コンテスト)                      | 29 марта 2013 года    |